# Sakura Gakuin
Sakura Gakuin (japanisch さくら学院 ‚Kirschblüten-Akademie‘) war eine japanische Idol-Popgruppe, die im April 2010 von der Agentur Amuse gegründet wurde. Sie bestand aus zehn bis zwölf Mädchen im Alter von 11 bis 15 Jahren und diente als eine Art „Talentschmiede“ sowie als erste Stufe einer möglichen Karriere in der Unterhaltungsindustrie. Sakura Gakuin thematisierte den Schulalltag und setzte sich aus mehreren Subgruppen zusammen, die verschiedenen von Schulen organisierten Freizeitaktivitäten nachempfunden waren. Aus einer dieser Subgruppen bildete sich die Kawaii-Metal-Band Babymetal, die seit 2013 eigenständig ist. Am 1. September 2020 gab Amuse bekannt, dass sich Sakura Gakuin am 31. August 2021 auflösen wird.

## Konzept
Das Konzept von Sakura Gakuin sah vor, dass die Gruppe wie eine typische japanische Schulklasse in Erscheinung tritt. Aus diesem Grund trugen die zehn bis zwölf Mitglieder bei sämtlichen Auftritten (Konzerte, Magazine, Fernsehsendungen, Livestreams) eine einheitliche Schuluniform. Die Konzerte, die üblicherweise in Tokio und Umgebung stattfanden, besaßen schultypische Bezeichnungen wie „Abschlusszeremonie“, „Besuchstag“ oder „Schulfest“. Die Manager und Betreuer der Gruppe wurden als „Lehrer“ bezeichnet, die Mitglieder als „Schülerinnen“, die Leaderin der Gruppe als „Schülersprecherin“ und die Fans als fukei (was ungefähr mit „Eltern und ältere Geschwister“ umschrieben werden kann).
Die Besetzung wechselte am Ende jedes Schuljahres im März, wenn jeweils die ältesten Mitglieder durch neu eintretende, jüngere Mitglieder ersetzt wurden. Hatte ein Mitglied die Mittelschule bzw. die neunte Klasse abgeschlossen, musste es auch zwingend Sakura Gakuin verlassen. Die Mädchen konnten danach, falls sie weiterhin Interesse hatten, die gewonnenen Erfahrungen nutzen und eine Fortführung der Karriere in der Unterhaltungsindustrie anstreben – sei es als Model, Schauspielerin, Sängerin oder Musikerin.
Sakura Gakuin besaß verschiedene Subgruppen von variabler Größe, die jeweils einen Aspekt der Schulthematik hervorhoben. In der Regel handelte es sich dabei um Freizeitaktivitäten, wie sie in Japan üblich von Schulen organisiert werden. Diese Subgruppen wurden als „Clubs“ (部, bu) bezeichnet und absolvierten zum Teil eigene Auftritte. Der „Club für harte Musik“ (重音部, Jūon-bu) trat unter dem Namen Babymetal auf und war derart erfolgreich, dass das Management im Jahr 2013 beschloss, die Gruppe aus Sakura Gakuin auszugliedern und eigenständig weiterzuführen.

## Mitglieder

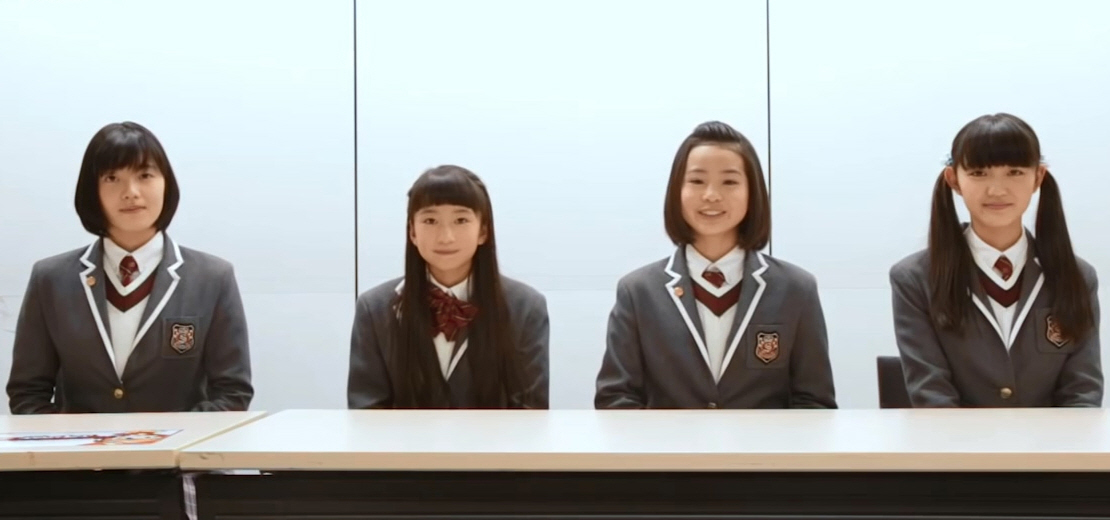
Die Mitglieder Sara Kurashima, Tsugumi Aritomo, Yuzumi Shintani und Maaya Asō (v.l.n.r) bei einem Interview (März 2017)

| Name                          | Herkunft  | Eintritt | Austritt | Bemerkungen                                                                        |
| ----------------------------- | --------- | -------- | -------- | ---------------------------------------------------------------------------------- |
| Ayami Mutō (武藤 彩未)        | Ibaraki   | 2010     | 2012     | 1. Schülersprecherin, ehemaliges Mitglied von Karen Girl’s                         |
| Airi Matsui (松井 愛莉)       | Fukushima | 2010     | 2012     |                                                                                    |
| Ayaka Miyoshi (三吉 彩花)     | Saitama   | 2010     | 2012     |                                                                                    |
| Suzuka Nakamoto (中元 すず香) | Hiroshima | 2010     | 2013     | 2. Schülersprecherin, ehemaliges Mitglied von Karen Girl’s, Mitglied bei Babymetal |
| Mariri Sugimoto (杉本 愛莉鈴) | Hiroshima | 2012     | 2013     |                                                                                    |
| Marina Horiuchi (堀内 まり菜) | Tokio     | 2010     | 2014     | 3. Schülersprecherin                                                               |
| Raura Iida (飯田 來麗)        | Tokio     | 2010     | 2014     |                                                                                    |
| Nene Sugisaki (杉﨑 寧々)     | Ibaraki   | 2010     | 2014     |                                                                                    |
| Hinata Satō (佐藤 日向)       | Kanagawa  | 2010     | 2014     |                                                                                    |
| Moa Kikuchi (菊地 最愛)       | Aichi     | 2010     | 2015     | 4. Schülersprecherin, Mitglied bei Babymetal                                       |
| Yui Mizuno (水野 由結)        | Kanagawa  | 2010     | 2015     | Mitglied bei Babymetal (2010 bis 2018)                                             |
| Hana Taguchi (田口 華)        | Nagano    | 2011     | 2015     |                                                                                    |
| Yunano Notsu (野津 友那乃)    | Tokio     | 2012     | 2015     |                                                                                    |
| Rinon Isono (磯野 莉音)       | Kanagawa  | 2011     | 2016     | 5. Schülersprecherin                                                               |
| Saki Ooga (大賀 咲希)         | Tokio     | 2012     | 2016     |                                                                                    |
| Saki Shirai (白井 沙樹)       | Niigata   | 2013     | 2016     |                                                                                    |
| Sara Kurashima (倉島 颯良)    | Ibaraki   | 2014     | 2017     | 6. Schülersprecherin                                                               |
| Mirena Kurosawa (黒澤 美澪奈) | Tokio     | 2015     | 2017     |                                                                                    |
| Aiko Yamaide (山出 愛子)      | Kagoshima | 2013     | 2018     | 7. Schülersprecherin                                                               |
| Megumi Okada (岡田 愛)        | Aichi     | 2014     | 2018     |                                                                                    |
| Momoko Okazaki (岡崎 百々子)  | Kanagawa  | 2015     | 2018     | Mitglied bei Babymetal (ab 2019 als Ersatz, seit 2023 offiziell)                   |
| Maaya Asō (麻生 真彩)         | Kanagawa  | 2015     | 2019     |                                                                                    |
| Marin Hidaka (日髙 麻鈴)      | Kanagawa  | 2015     | 2019     |                                                                                    |
| Yuzumi Shintani (新谷 ゆづみ) | Wakayama  | 2016     | 2019     | 8. Schülersprecherin                                                               |
| Kano Fujihira (藤平 華乃)     | Chiba     | 2015     | 2020     | 9. Schülersprecherin Ersatztänzerin bei Babymetal (2019/20), Mitglied bei @onefive |
| Soyoka Yoshida (吉田 爽葉香)  | Osaka     | 2015     | 2020     | Mitglied bei @onefive                                                              |
| Tsugumi Aritomo (有友 緒心)   | Chiba     | 2016     | 2020     | Mitglied bei @onefive                                                              |
| Momoe Mori (森 萌々穂)        | Tokio     | 2016     | 2020     | Mitglied bei @onefive                                                              |
| Miku Tanaka (田中 美空)       | Ōita      | 2017     | 2021     |                                                                                    |
| Miki Yagi (八木 美樹)         | Osaka     | 2017     | 2021     |                                                                                    |
| Sana Shiratori (白烏 沙南)    | Kumamoto  | 2018     | 2021     |                                                                                    |
| Kokona Nonaka (野中 ここな)   | Nagasaki  | 2018     | 2021     | 10. Schülersprecherin                                                              |
| Yume Nozaki (野崎 結愛)       | Aichi     | 2018     | 2021     |                                                                                    |
| Sakia Kimura (木村 咲愛)      | Tokio     | 2019     | 2021     |                                                                                    |
| Neo Satō (佐藤 愛桜)          | Saga      | 2019     | 2021     |                                                                                    |
| Miko Todaka (戸高 美湖)       | Hiroshima | 2019     | 2021     |                                                                                    |

## Subgruppen
| Club                                                          | Name der Subgruppe                                | Mitglieder                                                       | Mitglieder |
| ------------------------------------------------------------- | ------------------------------------------------- | ---------------------------------------------------------------- | ---------- |
| Baton-Club (バトン部, Baton-bu)                               | Twinklestars                                      | 2010–2011: Horiuchi, Iida, Kikuchi, Mizuno, Mutō, Satō, Sugisaki |            |
| Baton-Club (バトン部, Baton-bu)                               | Twinklestars                                      | 2014: Kikuchi, Kurashima, Mizuno, Notsu, Yamaide                 |            |
| Club für harte Musik (重音部, Jūon-bu)                        | Babymetal                                         | 2010–2012: Kikuchi, Mizuno, Nakamoto                             |            |
| Kochclub (クッキング部, Kukkingu-bu)                          | Mini-Pati (ミニパティ)                            | 2010: Horiuchi, Iida, Sugisaki                                   |            |
| Kochclub (クッキング部, Kukkingu-bu)                          | Mini-Pati (ミニパティ)                            | 2011–2014: Kikuchi, Mizuno, Taguchi                              |            |
| Kochclub (クッキング部, Kukkingu-bu)                          | Mini-Pati (ミニパティ)                            | 2015–2017: Hidaka, Okazaki, Yamaide                              |            |
| Go Home Club (帰宅部, Kitaku-bu)                              | Sleepiece                                         | 2010–2013: Horiuchi, Iida, Sugisaki                              |            |
| Go Home Club (帰宅部, Kitaku-bu)                              | Sleepiece                                         | 2015: Asō, Kurosawa, Ooga                                        |            |
| Go Home Club (帰宅部, Kitaku-bu)                              | Sleepiece                                         | 2016: Asō, Fujihira, Kurosawa                                    |            |
| Zeitungsclub (新聞部, Shinbun-bu)                             | Scoopers                                          | 2010–2011: Matsui, Miyoshi                                       |            |
| Tennisclub (テニス部, Tenisu-bu)                              | Pastel Wind                                       | 2012: Horiuchi, Notsu, Sugisaki, Taguchi                         |            |
| Tennisclub (テニス部, Tenisu-bu)                              | Pastel Wind                                       | 2013: Notsu, Ooga, Sugisaki, Taguchi                             |            |
| Wissenschaftsclub (科学部, Kagaku-bu)                         | Kagaku Kyūmei Kikō Logica? (科学究明機構ロヂカ？) | 2012–2013: Horiuchi, Isono, Satō                                 |            |
| Wissenschaftsclub (科学部, Kagaku-bu)                         | Kagaku Kyūmei Kikō Logica? (科学究明機構ロヂカ？) | 2015: Isono, Kurashima, Okada                                    |            |
| Wissenschaftsclub (科学部, Kagaku-bu)                         | Kagaku Kyūmei Kikō Logica? (科学究明機構ロヂカ？) | 2016: Kurashima, Okada, Okazaki                                  |            |
| Fanclub für Pro-Wrestling (プロレス同好会, Puroresu dōkō-kai) | Pro-Wrestling Circle                              | 2014: Isono, Taguchi                                             |            |
| Einkaufsclub (購買部, Kōbai-bu)                               | Kōbaibu                                           | 2014: Notsu, Shirai                                              |            |
| Einkaufsclub (購買部, Kōbai-bu)                               | Kōbaibu                                           | 2015: Shirai, Yoshida                                            |            |
| Einkaufsclub (購買部, Kōbai-bu)                               | Kōbaibu                                           | 2016–: Aritomo, Yoshida                                          |            |
| Kunstclub (美術部, Bijutsu-bu)                                | Trico Dolls                                       | 2018–: Shintani, Mori, Nozaki                                    |            |

1. ↑  gemeint ist Twirling
2. ↑  2013 aus Sakura Gakuin ausgegliedert und seither eine eigenständige Gruppe.
3. ↑  wörtlich: „Nachhausegeh-Club“. Im Japanischen scherzhaft für Schüler die in keinem Club/AG sind.
4. ↑  wörtlich: „Wissenschaftliche Forschungsorganisation Logica?“

## Diskografie

### Studioalben
| Jahr | Titel Musiklabel                                                                                   | Höchstplatzierung, Gesamtwochen, AuszeichnungChartsChartplatzierungen (Jahr, Titel, Musiklabel, Platzierungen, Wochen, Auszeichnungen, Anmerkungen) | Anmerkungen                          |
| Jahr | Titel Musiklabel                                                                                   | JP | Anmerkungen                          |
| ---- | -------------------------------------------------------------------------------------------------- | --- | ------------------------------------ |
| 2011 | Sakura Gakuin 2010 Nendo: Message (さくら学院2010年度 〜Message〜) Toy’s Factory                   | JP54 (1 Wo.)JP | Erstveröffentlichung: 27. April 2011 |
| 2012 | Sakura Gakuin 2011 Nendo: Friends (さくら学院2011年度 〜Friends〜) Universal J                     | JP56 (2 Wo.)JP | Erstveröffentlichung: 21. März 2012  |
| 2013 | Sakura Gakuin 2012 Nendo: My Generation (さくら学院2012年度 〜My Generation〜) Universal J         | JP39 (2 Wo.)JP | Erstveröffentlichung: 13. März 2013  |
| 2014 | Sakura Gakuin 2013 Nendo: Kizuna (さくら学院2013年度 〜絆〜) Universal J                           | JP29 (3 Wo.)JP | Erstveröffentlichung: 12. März 2014  |
| 2015 | Sakura Gakuin 2014 Nendo: Kimi ni Todoke (さくら学院2014年度 〜君に届け〜) Universal J             | JP18 (2 Wo.)JP | Erstveröffentlichung: 25. März 2015  |
| 2016 | Sakura Gakuin 2015 Nendo: Kirameki no Kakera (さくら学院2014年度 〜君に届け〜) Amuse               | JP15 (4 Wo.)JP | Erstveröffentlichung: 3. März 2016   |
| 2017 | Sakura Gakuin 2016 Nendo: Yakusoku (さくら学院2016年度 〜約束〜) Amuse                             | JP18 (3 Wo.)JP | Erstveröffentlichung: 3. März 2017   |
| 2018 | Sakura Gakuin 2017 Nendo: My Road (さくら学院 2017年度 ～My Road～) Amuse                          | JP16 (3 Wo.)JP | Erstveröffentlichung: 3. März 2018   |
| 2019 | Sakura Gakuin 2018 Nendo: Life Iro Asenai Hibi (さくら学院 2018年度 ～Life 色褪せない日々～) Amuse | JP31 (3 Wo.)JP | Erstveröffentlichung: 3. März 2019   |
| 2020 | Sakura Gakuin 2019 Nendo: Story (さくら学院 2019年度 ～Story～) Amuse                              | JP12 (3 Wo.)JP | Erstveröffentlichung: 3. März 2020   |
| 2021 | Sakura Gakuin 2020 Nendo: Thank You (さくら学院 2020年度 ～Thank you～) Amuse                      | JP24 (3 Wo.)JP | Erstveröffentlichung: 7. August 2021 |

### Singles
| Jahr | Titel Album                                                                                | Höchstplatzierung, Gesamtwochen, AuszeichnungChartsChartplatzierungen (Jahr, Titel, Album, Platzierungen, Wochen, Auszeichnungen, Anmerkungen) | Anmerkungen                             |
| Jahr | Titel Album                                                                                | JP | Anmerkungen                             |
| ---- | ------------------------------------------------------------------------------------------ | --- | --------------------------------------- |
| 2010 | Yume ni Mukatte / Hello! Ivy (夢に向かって / Hello! Ivy) Sakura Gakuin 2010 Nendo: Message | JP35 (2 Wo.)JP | Erstveröffentlichung: 8. Dezember 2010  |
| 2011 | Verishuvi (ベリシュビッッ) Sakura Gakuin 2011 Nendo: Friends                               | JP29 (2 Wo.)JP | Erstveröffentlichung: 21. Dezember 2011 |
| 2012 | Tabidachi no Hi ni (旅立ちの日に) Sakura Gakuin 2011 Nendo: Friends                        | JP14 (2 Wo.)JP | Erstveröffentlichung: 15. Februar 2012  |
| 2012 | Wonderful Journey Sakura Gakuin 2012 Nendo: My Generation                                  | JP23 (1 Wo.)JP | Erstveröffentlichung: 5. September 2012 |
| 2013 | My Graduation Toss Sakura Gakuin 2012 Nendo: My Generation                                 | JP13 (1 Wo.)JP | Erstveröffentlichung: 27. Februar 2013  |
| 2013 | Ganbare!! (顔笑れ!!) Sakura Gakuin 2013 Nendo: Kizuna                                      | JP6 (2 Wo.)JP | Erstveröffentlichung: 9. Oktober 2013   |
| 2014 | Jump Up ~Chiisana Yūki~ (Jump Up ～ちいさな勇気～) Sakura Gakuin 2013 Nendo: Kizuna        | JP25 (2 Wo.)JP | Erstveröffentlichung: 12. Februar 2014  |

### Videoalben
| Jahr | Titel                                                                                           | Höchstplatzierung, Gesamtwochen, AuszeichnungChartsChartplatzierungen (Jahr, Titel, Platzierungen, Wochen, Auszeichnungen, Anmerkungen) | Anmerkungen                            |
| Jahr | Titel                                                                                           | JP | Anmerkungen                            |
| ---- | ----------------------------------------------------------------------------------------------- | --- | -------------------------------------- |
| 2012 | Sakura Gakuin First Live & Documentary 2010 to 2011: Smile                                      | JP53 (1 Wo.)JP | Erstveröffentlichung: 27. Juni 2012    |
| 2013 | Sakura Gakuin Sun! Matome                                                                       | JP165 (1 Wo.)JP | Erstveröffentlichung: 27. Februar 2013 |
| 2013 | The Road to Graduation Final: Sakura Gakuin 2012 Nendo Sotsugyō                                 | JP31 (1 Wo.)JP | Erstveröffentlichung: 3. Juli 2013     |
| 2014 | Sakura Gakuin Festival ☆ 2013: Live Edition (さくら学院祭☆2013年 ‐Live Edition‐)                | JP27 (1 Wo.)JP | Erstveröffentlichung: 12. Februar 2014 |
| 2014 | Sakura Gakuin The Road to Graduation 2013: Kizuna (さくら学院 The Road to Graduation 2013 ~絆~) | JP34 (1 Wo.)JP | Erstveröffentlichung: 23. Juli 2014    |
| 2015 | Looking Up and Honoring ~from Sakura Gakuin 2014~ (仰げば尊し ～from さくら学院 2014～)         | JP4 (3 Wo.)JP | Erstveröffentlichung: 4. März 2015     |